# Sébastée (thème)
Pour l’article homonyme, voir Sébastée.

Les thèmes en Asie Mineure vers 950.

Le thème de Sébastée (en grec : θέμα Σεβαστείας) est une province de l'Empire byzantin située au nord-est de la Cappadoce dans l'actuelle Turquie. Il fut établit comme thème en 911 par l’Empereur Léon VI.

## Statut de thème
Un thème est une province militaire dirigée par des généraux (strategos) qui sont nommés par l’Empereur. Ils ont un pouvoir militaire et civil sur leur région mais sont surveillés par des chefs administratifs à Constantinople. Ces thèmes sont composés de divisions (Tourmai) qui sont séparées en brigades (drouggoi), elles-mêmes divisées en régiments (banda). Ces armées sont composées de soldats et de volontaires qui se sont enrôlés par obligation héréditaire. Chaque thème inclut un gouvernement civil qui est contrôlé par l’administration de Constantinople,.

## Histoire

### Origine et fondation
Au VIIe et VIIIe siècle, les guerres incessantes avec les Perses, les musulmans et plus tard les Bulgares, mènent l’Empire Byzantin à opter pour une transformation des armées provinciales en milices locales, le but étant de défendre le territoire et d’optimiser les ressources. C’est dans cette optique que les thèmes sont créés et qu’ils deviennent des provinces géographiques militaires. Il y avait à cette époque quatre thèmes byzantins en Asie Mineure : Opsikion, Anatolikon, Armeniakon et Thrakesion (Thrace).
Le thème est créé autour de la ville de Sébastée. C'est une ancienne région du thème des Arméniaques créé au milieu du VIIe siècle. Le thème des Arméniaques (Arméniakon) englobait l’est de l’Anatolie, de la Cappadoce a la mer Noire. Il voit son premier commandant ou stratego attesté en 667, ce qui en fait un des premiers thèmes d’Asie Mineure. Au IXe siècle le stratego d’Arméniakon commandait 9000 troupes et son domaine incluait 17 forteresses, il gagnait comme salaire quarante livres d’or. Le thème des Arméniaques était important grâce a sa taille et son emplacement géographique. Il était en proximité avec les territoires arabes, l’Arménie et le Trébizonde, avec qui l’Empire effectuait un important trafic commercial. L’Arménie y avait une sorte de rôle d’intermédiaire commercial pour Byzance avec le port de Jazirat Ibn ‘Omar, sur le Tigre.  Au début du IXe siècle, le thème des Arméniaques fut divisé en différentes régions : Arméniakon, Charsinon et Cappadocia, et au Xe siècle : Chaldia.
Le thème de Sébastée n'est mentionné dans aucune source avant le Xe siècle. En 908, il apparaît pour la première fois en tant que kleisoura (district frontalier fortifié) et en 911, il accède au statut de thème à part entière,. Il comprend l'ensemble des régions frontalières byzantines le long de l'Euphrate. Il est situé dans une région montagneuse et tient des frontières avec le thème de Colonée au nord-est, le thème Arméniaque au nord-ouest, le Charsian a l’ouest et le Lycandos au sud. On connait deux divisions (Toumai) au thème, celle de Larissa et celle d’Amara ou Abara. Et la ville de Comana aurait fait partie pour un temps du thème de Sébastée. 

### Expansion
Au tournant du IXe et Xe siècles, on voit une certaine stabilité politique dans l’Empire byzantin sous Léon III et son fils Constantin V. L’armée impériale est renforcée et on y voit l’ajout d’unités d’élite. Avec la consolidation de l’Empire vient une ère de reconquête, la structure thématique devient beaucoup plus offensive. Les thèmes sont réorganisés autour de forteresses ou de villes fortifiées et leur superficie est désormais plus restreinte. Les campagnes militaires de la reconquête nécessitent plus de thèmes que le nombre saisonnier et les nouveaux territoires acquis au cours du Xe siècle vont être organisés de la sorte. L’empire reprend alors du territoire au nord et à l’est, la frontière byzantine avance progressivement. L’émir d’Alep conclut avec l’empereur byzantin un traité qui fait de l’émirat d’Alep un état satellite de l’Empire, et en 969 Antioche tombe avec une partie de la Syrie du nord. Le Thème de Sébastée a une position stratégique pour l’Empire, il est situé à la frontière byzantine et arménienne et joue un rôle important dans les tensions avec les puissances musulmanes.
Avec l'expansion de la frontière byzantine, il gagne en étendue au sud et à l'est jusqu'à Mélitène, Samosate et Tephrike. Le thème correspond aux anciennes provinces romaines d'Arménie et de Syrie. Après le milieu du Xe siècle, le thème voit sa taille se réduire avec la création de nouveaux thèmes,. 

### Migration et exil des Arméniens
Au Xe siècle, la région voit l'arrivée d'un grand nombre d'Arméniens qui deviennent la population dominante de la région. 
Les princes arméniens s’appuient sur leur alliance avec l’Empire pour se dégager de la tutelle arabe. Ils échangent leur territoire contre la protection de l’Empire ainsi que des propriétés et certains revenus fiscaux, sans pour autant avoir une autorité officielle sur les territoires qu’ils reçoivent. L’élite du Caucase est attirée dans l’Empire, certains arméniens vont même servir directement l’empereur, comme Mleh (Mélias). Les arabes aussi passaient régulièrement en territoire byzantin pour échapper à la loi musulmane. L’Empire, pendant ses conquêtes, offre aux prisonniers de guerre d’entrer dans la société byzantine. Ils se voient offrir des terres a leur disposition, du blé, des subsides en argent et ont droit à des exemptions d’impôts. Ils peuvent aussi, dans certains cas, être enrôlés dans l’armée. Les royaumes arméniens sont progressivement absorbés par l’Empire seulement à la fin de Xe siècle, alors que les Arméniens sont déjà très présents dans la région de la Cappadoce.
Après 1019-1020, Sébastée et les terres environnantes sont données comme fief à l'Arménien Sénéqérim-Hovhannès de Vaspourakan en échange de la cession à l'empire du royaume du Vaspourakan. Le prince arménien accepte en raison de la pression faite pas les Turques en Azerbaijan. En 1021, le prêtre Grégory va s’installer à Sébastée en suivant Sennachérib-John Artsruni et y écrire en 1066 un testament spirituel ou il relate les difficultés des Arméniens exilés et dans lequel il lègue un précieux manuscrit religieux a son fils.

### La bataille de Manzikert
Une importante bataille prend place à Sébastée en automne 1070, le stratège Manuel Comnènes échoue à défendre le territoire de l’attaque d’un certain Arisghi, beau-frère du Sultan Alp Arslan. Il parvient tout de même à convaincre Arisghi de se joindre à l’empereur.
En 1071, une des évènements militaires important de l’Empire a lieu à Manzikert, opposant l’empereur Romanos IV Diogène au sultan Alp Arslan. Mené par de fausses informations et un surplus de confiance, l’empereur est vaincu par leurs tactiques appuyées sur les avantages du territoire montagneux. Les byzantins sont encerclés par des archers dans les montagnes et l’empereur Romanos est capturé, après s'être défendu héroïquement dans les stages critiques de la bataille. 
À la suite de la défaite byzantine à Manzikert en 1071, les Arçrouni dirigent le territoire comme seigneurs indépendants avant d'être soumis par les Seldjoukides vers 1090.
Avec l’échec de la bataille de Manzikert et la perte de l’Anatolie centrale, les frontières ne sont plus protégées, ce qui permet aux Turcs Seldjoukides d’entrer dans l’Empire et d’accaparer les territoires de Pontos et Bithynia après 1075. Pendant une campagne d’expédition contre les Turcs, Russel Barriol et les mercenaires sous son commandement se révoltent et désertent le reste de l’armée byzantine. Avec ses 400 hommes, Russell repousse les Turcs a Mélitène et se tourne vers Sébastée, ils occuperont le thème à partir de l’automne 1073. Cette révolte affaiblit la puissance impériale en rajoutant aux conflits externes une dimension interne. C’est seulement avec l’aide des Turcs que l’empire byzantin peut finalement calmer la révolte de Russel et ses hommes. La région du thème de sébastée, ou du moins une partie, revient alors aux enfants de Sennacherim-John Artsruni, Atom et Abusahl.
Une importante présence byzantine est maintenue en Asie Mineure et les frontières sont défendues, mais les Turcs s’infiltrent dans l’Empire par Sébastée. La politique Orientale et l’administration sous Michel VII reste efficace. Ce sont les guerres civiles des années 1078-1081 qui engendrent une détérioration de la situation et offrent davantage d’opportunités d’invasions aux Turcs.

### Sous la dynastie Danishmendite
Après la proclamation d’Alexis I Comnène comme empereur, époque marquée par le triomphe de l'aristocratie militaire, certaines parties d’Asie Mineure sont sujettent a de nouvelles dynasties, les danishmendides englobent les régions de Sébastée, Césarée et Amasée. A la mort de Muhammad Ghazi en 1142, l’émirat danishmendite est frangmenté et Sébastée revient à son frère Yaghibasan.
L’empereur byzantin Manuel I avait négocié un traité avec le sultan Kilij Arslan II, selon lequel, Sébastée devait redevenir byzantine à la mort de Yaghibasan. Seulement, a sa mort, sa femme a le pouvoir sur le territoire et se marie avec un neveu de son défunt mari, complexifiant l’annexion du territoire. Finalement, le sultan Seldjoukide force son contrôle sur le territoire en 1169.

## Art et culture
Dans la région de la Cappadoce, c’est de l’époque de la dynastie macédonienne qu’il y a le plus de monuments conservés. La région est marquée par le développement du culte des saints après la défaite de l’iconoclasme. Le choix des saints invoqués reflète une forte militarisation de la région. Il y a une place imminente des soldats saints dans l’iconographie. Parmi les plus vénérés il y a les quarante martyrs de Sébastée. La légende veut que quarante soldats auraient été condamnés à se tenir debout sur un lac gelé, ou ils seraient morts de froid pour leurs croyances chrétiennes. On voit d’ailleurs sur la chapelle sur de Saint-Jean de Gullu, une série de martyrs de Sébastée sur les parois latérales de la nef.